# دعای نور
دعای نور دعایی از  سَیّدَةُ نِساءِ الْعالَمین فاطمه زهرا با مضمون خداشناسی است. جناب سید بن طاووس در کتاب مهج الدعوات آن را از جناب سلمان فارسی نقل کرده‌است. این دعا جهت رفع تب و پیشگیری از آن سفارش شده‌است.

بِسْمِ اللّهِ النُّورِ بِسْمِ اللّهِ نُورِ النُّورِ بِسْمِ اللّهِ نُورٌ عَلى نُورٍ بِسْمِ اللّهِ الَّذى هُوَ مُدَبِّرُ الاْمُورِ بِسْمِ اللّهِ الَّذى خَلَقَ النُّورَ مِنْ النُّورِ اَلْحَمْدُ لِلّهِ الَّذى خَلَقَ النُّورَ مِنَ النُّورِ وَاَنْزَلَ النُّورَ عَلىَ الطُّورِ فى كِتابٍ مَسْطُورٍ فى رَقٍّ مَنْشُورٍ بِقَدَرٍ مَقْدُورٍ عَلى نَبِيٍ مَحْبُورٍ اَلْحَمْدُ لِلّهِ الَّذى هُوَ بِالْعِزِّ مَذْكُورٌ وَبِالْفَخْرِ مَشْهُورٌ وَعَلَى السَّرّاَّءِ وَالضَّرّاَّءِ مَشْكُورٌ وَصَلَّى اللّهُ عَلى سَيِّدِنا مُحَمَّدٍ وَآلِهِ الطّاهِرينَ.

به‌نام خدای نور، به‌نام خدای نور نور، به‌نام خدای نور بر نور، به‌نام خدایی که تدبیرگر امور است، به‌نام خدایی که نور را از نور آفرید، و سپاس خدایی را که نور را از نور آفرید، و نور را در کوه طور فروفرستاد در کتابی برنوشته، در ورق‌های گشوده، با اندازه‌های درخور، بر پیامبری آراسته، سپاس خدای را که به عزّت یاد شود، و به عظمت مشهور است، و بر شادی و بدحالی سپاس‌گزاری شود، درود خدا بر آقای ما محمّد و خاندان پاکش.